# 宇宙探査艦オーヴィル
『宇宙探査艦オーヴィル』 (The Orville) は、セス・マクファーレンが製作し主演するアメリカ合衆国のSFコメディドラマシリーズである。

## 概要
セス・マクファーレン演じるエド・マーサーは、25世紀の地球および他の多くの星が加盟する惑星連合の士官である。一年前に妻の浮気が原因で離婚した後には精神的に落ち込みキャリアも低迷していたが、中型の宇宙探査艦オーヴィル("ECV-197 ORVILLE")の艦長に抜擢される。だが副長には離婚した元妻ケリー・グレイソン(エイドリアンヌ・パリッキ)が就任し困惑する。シリーズは『スター・トレック』シリーズに着想を得ており、多数の生物種からなるオーヴィルの乗組員は宇宙探検と外交の使命を負う。
シーズン1は2017年9月10日よりFOXで放送された。
2017年11月2日、FOXはシーズン2の製作を発表し、2018年12月30日から放送された。2019年5月11日、シーズン3の製作が発表された。2019年7月、シーズン3はFOXからHuluに移動すると発表された。シーズン3は"The Orville: New Horizons"として2022年6月2日に配信開始された。
日本では2018年3月25日よりFOXスポーツ&エンターテイメント・チャンネルでシーズン1が放送され、シーズン2は2019年7月から放送された。同チャンネルは閉鎖され、シーズン3は2022年8月10日よりDisney+で配信されている。
1. ↑  Disney+の字幕では宇宙連合とも表記される

## 登場人物

### メイン
- エド・マーサー:セス・マクファーレン
  - 宇宙探査艦オーヴィルの艦長。
- ケリー・グレイソン: エイドリアンヌ・パリッキ
  - オーヴィルの副長。中佐。エドの前妻。
- クレア・フィン: ペニー・ジョンソン・ジェラルド
  - 医療主任。少佐。二人の息子を伴って乗艦する。
- ゴードン・マロイ:スコット・グライムス
  - エドの親友で優秀なパイロットであるが勤務態度に問題のある大尉。
- ボータス: ピーター・メイコン（英語版）
  - 少佐。ケリーに次ぐ序列。兵器製造を主産業とするモクラン星出身。モクラン星人は男性のみの単一性であり、男性同士が夫婦となり子を産む。稀に生まれた女児は男性に性転換する。年に一度しか放尿しない。
- アララ・キタン:ハルストン・セイジ
  - 警備主任。大尉。重力の強いセレア星生まれであり、極めて強い筋力を備える。
- ジョン・ラマー:J・リー 
  - 航宙士のちに技術主任。大尉、のちに少佐。高い知性を隠す。
- アイザック:マーク・ジャクソン 
  - 科学技術主任。自然生命を見下すケイロン星出身のロボット。
- タラ・ケヤリ:ジェシカ・ゾア
  - 警備主任。少佐。アララの後任となるセレア星人。(S2-)
- チャーリー・バーク: Anne Winters
  - 航宙士。少尉。(S3)

### リカーリング
- ハルジー提督: ヴィクター・ガーバー、日本語吹替 - 
  - エドの上官であり、ケリーの父の旧友。
- ペリー提督: テッド・ダンソン
  - 艦隊司令部所属。対ケイロン強硬派。
- クライデン: チャド・コールマン、日本語吹替 - 
  - ボータスの伴侶。女性として生まれたが幼少時に男性に転換する処置を受けた。
- ヤフィット: ノーム・マクドナルド、日本語吹替 - 
  - 大尉。流動性の可変種。
- スティーブ・ニュートン: ラリー・ジョー・キャンベル（英語版）、日本語吹替 - 
  - 機関主任。少佐。
- テレヤ/ジャネル・タイラー: ミカエラ・マクマナス
  - クリル人の教師、後に政治家。整形により人類に化け、新任のタイラー大尉としてオーヴィルに赴任しスパイ活動をする。(S2-)

## あらすじ

### シーズン1のあらすじ
妻ケリーが宇宙人と不倫をしていたところを見た惑星連合の士官エド・マーサーは離婚し、キャリアも停滞する。中型の宇宙探査艦オーヴィルの艦長に選ばれて喜ぶも、副長が前妻であると知って困惑しながらも探査任務を続ける。やがてケリーがコネを使ってエドを艦長にしたことが分かる。オーヴィルは、連合に敵対するクリル人としばしば対立する。能力を隠していたジョン・ラマーを技術主任に昇進させる。

### シーズン2のあらすじ
エドとケリーは次第にかつての愛情を取り戻し始める。警備主任のアララが故郷に帰り、タラ・ケヤリが着任して代わる。性転換を拒んだモクラン人女性による植民星が発見されるも、モクラス星の強い抗議によりその連合加盟は保留される。オーヴィルは停止したアイザックの修理のためにその故郷ケイロン星に行くが、ケイロンの人工生命は銀河系の全生物の全滅を図り、オーヴィルを乗っ取って進んだ武器を搭載し、連合の船を破壊しながら地球に向かう。連合を調査するスパイであったアイザックはケイロンの同胞を裏切る。ケリーとゴードンの努力でクリル人が援軍に現れ、ケイロンはひとまず撤退する。アイザックはオーヴィルの勤務に復帰する。時間旅行装置の故障が元で、7年前からの歴史が変わり銀河系の半分をケイロンが制圧するも、再び歴史を書き換えることで元に戻る。

### シーズン3のあらすじ
ケイロンの地球侵攻は甚大な被害をもたらし、新任のチャーリー・バーク少尉を含む多くの乗組員はアイザックを憎む。だがアイザックが自殺して際にはその回復を手伝い、ケイロンが創造者に奴隷として虐待されたために反乱した歴史を知って、チャーリーの敵意は和らぐ。ケイロンの脅威の下で、宇宙連合はクリル人と同盟を結ぼうとする。だがエドがかつて関係を結んだ後に解放したテレヤが選挙に勝ち、最高議長に就任して同盟を拒否する。テレヤはエドとの間の娘アナーヤを隠す。モクラスの法に従って性転換手術で男性に変えられたボータスの娘トパは再び性転換して女性に戻り、彼女とモクラン人女性の植民星をめぐる事件の結果、モクラスは連合から追放される。モクラスはクリルと同盟する。
アイザックとチャーリーは対ケイロンの破滅的な新兵器を発明するも、倫理的にケイロンの絶滅を望まない連合は、ケイロンを脅した上で平和条約を結ぶ。クリルとモクラスの同盟が兵器を盗みケイロンを絶滅させようとするも、連合はケイロンと組んでこれを妨害し、チャーリーが一命をなげうって阻止する。チャーリーの行動に感銘を受けたケイロンは連合に加盟する。アイザックとクレアが結婚する。

## エピソード

### シーズン1
| 通算 話数 | シーズン 話数 | タイトル                                      | 監督                           | 脚本                                | 放送日         | 製作 番号 | U.S.視聴者数 (百万人) |
| --- | ------------- | --------------------------------------------- | ------------------------------ | ----------------------------------- | -------------- | --------- | --------------------- |
| 1 | 1             | "古傷" "Old Wounds"                           | ジョン・ファヴロー             | セス・マクファーレン                | 2017年9月10日  | 1LAB01    | 8.56                  |
| 25世紀の惑星連合の士官エド・マーサーは妻が宇宙人と不倫をしていたところを見つけて離婚する。1年後、中型の宇宙探査艦オーヴィルの艦長に就任するが、副長になるのが前妻ケリー・グレイソンであることに困惑する。最初の任務で、連合に敵対するクリル星人の艦長が、時間の進行を早くする装置を盗もうとする。 |               |                                               |                                |                                     |                |           |                       |
| 2 | 2             | "指揮能力" "Command Performance"              | ロバート・ダンカン・マクニール | セス・マクファーレン                | 2017年9月17日  | 1LAB03    | 6.63                  |
| エドとケリーは進んだテクノロジーをもつカリヨン星人の罠にかかって捕えられ、動物園に陳列される。ボータスが卵の孵化期間に入ったため、アララがオーヴィルの指揮を執る。タッカー提督の地球への帰還命令を無視して、アララは二人の救出に向かう。地球のリアリティ番組のライブラリーと引き換えに二人を取り戻す。ボータスの卵からは極めて希少な女の子が生まれ、ボータスとクライデンは驚く。 |               |                                               |                                |                                     |                |           |                       |
| 3 | 3             | "ある少女について" "About a Girl"             | ブラノン・ブラーガ             | セス・マクファーレン                | 2017年9月21日  | 1LAB04    | 4.05                  |
| ボータスとクライデンはモクラン人の習慣に従って娘を性転換しようとするが、クレアは手術を拒否する。ボータスが仲間たちの計らいで心変わりしても、クライデンは自分もかつて女性から性転換したことを告白し、手術の必要性を主張する。モクラン人の母星モクラスで調停委員会が開かれ、エドは性転換手術を受けず男性と偽って著名な小説家となったモクラン人の女性を証人に立てて、手術は不要だと主張する。だが調停の結果、性転換手術が行われる。 |               |                                               |                                |                                     |                |           |                       |
| 4 | 4             | "星が現れるなら" "If the Stars Should Appear" | James L. Conway                | セス・マクファーレン                | 2017年9月28日  | 1LAB02    | 3.70                  |
| オーヴィルは2000年前の巨大な宇宙船が漂流し、半年後に星と衝突するコースにあることを発見する。エド、ケリー、アララ、フィン、アイザックが乗船し、人工的な自然環境と、自分たちが宇宙船に乗っているとは知らない300万人の人々を発見する。ケリーはドラールを信仰する宗教指導者のハメラックに捕えられる。乗組員たちはケリーを救い出し、改革派を率いて宇宙船のブリッジに来て、イオン嵐で故障した世代宇宙船の船長ドラールの録画を見る。アイザックは宇宙船の窓を開いて人々に初めて星を見せる。エドは人々が宇宙船を操縦できるよう、惑星連邦が訓練するようはからう。一方、ボータスが忙しすぎて家族に時間が割けないことにクライデンは苛立つ。                                                                                              |               |                                               |                                |                                     |                |           |                       |
| 5 | 5             | "プリア" "Pria"                               | ジョナサン・フレイクス         | セス・マクファーレン                | 2017年10月5日  | 1LAB05    | 3.43                  |
| オーヴィルは難破した船から船長のプリアを救い出す。エドは美しいプリアに魅了され、離婚して以来初めて女性と一夜を共にする。ケリーはプリアを疑い、アララに調べさせると、部屋から謎の装置が見つかる。プリアはダークマターの嵐からオーヴィルを救うが、後に装置を使って艦を乗っ取る。プリアは29世紀から来た骨董品業者であることが分かる。歴史に残るオーヴィルは嵐で破壊されたため、客の収集家のためにオーヴィルをワームホールで未来に転送したと言う。アイザックは意識を艦のコンピューターに転送して船の制御を取り戻し、艦は元の時間に戻る。エドはワームホールの破壊を命じるが、その結果プリアは消える。 |               |                                               |                                |                                     |                |           |                       |
| 6 | 6             | "クリル" "Krill"                              | ジョン・カサー                 | David A. Goodman                    | 2017年10月12日 | 1LAB06    | 3.37                  |
| 拿捕したクリル人のシャトルを用いて、エドとゴードンはクリル人に偽装してクリル艦に乗船し、経典のコピーを入手するよう命じられる。だが連合の植民地をクリル人が爆破しようとする計画を知り、クリル人が太陽光に弱いことを利用して乗員を殺す。子供たちは助命するが、連合に対する憎しみを助長するだけだとクリル人の教師テレヤに言われる。 |               |                                               |                                |                                     |                |           |                       |
| 7 | 7             | "多数決社会" "Majority Rule"                  | タッカー・ゲイツ               | セス・マクファーレン                | 2017年10月26日 | 1LAB07    | 4.18                  |
| ケリーはチームを率いて惑星サーガス4に着陸し、行方不明の2人の人類学者を探す。ジョンの悪ふざけの映像が100万の"ダウン"票を集めて逮捕される。アララとフィンは1人の人類学者がロボトミー手術を受けたことを知る。ジョンの最終投票が迫り、アイザックはハッキングをして画像をいじり、世論を操作してジョンを救う。 |               |                                               |                                |                                     |                |           |                       |
| 8 | 8             | "家族旅行" "Into the Fold"                    | ブラノン・ブラーガ             | ブラノン・ブラーガ & André Bormanis | 2017年11月2日  | 1LAB08    | 3.83                  |
| クレアと二人の息子、そしてアイザックはシャトルで遊園地惑星に向かう途中で宇宙のヒダに遭遇し、宇宙船は壊れて見知らぬ惑星に不時着する。フィンと他の三人は別々の場所で生き延び、アイザックは二人の子供の世話をしてオーヴィルに救援信号を送る。 |               |                                               |                                |                                     |                |           |                       |
| 9 | 9             | "厄介なフェロモン" "Cupid's Dagger"           | ジェイミー・バビット           | Liz Heldens                         | 2017年11月9日  | 1LAB09    | 3.69                  |
| オーヴィルは惑星ロポヴィウスの領有権をめぐって長年あらそう二つの種族ブルイディアンとナヴァリアンの外交交渉を仲介する。レテプシアン人の法医考古学者ダルーリオもオーヴィルに乗艦し、考古物からどちらの種族が先にロボヴィウスに住んでいたかを決定しようとする。だがダルーリオはケリーと浮気をしてエドとの離婚を招いた人物であり、やがて彼の発情期の性ホルモンがケリー、エドを魅了し始め、フィンとヤフィットもまたお互いに発情する。外交交渉は続行不可能となり、二つの種族間の戦争が勃発する。だがダルーリオとアララが性ホルモンの変成に成功して両国の代表者の間に好意を生じさせ、停戦に成功する。考古物から抽出されたDNAにより、両種族の共通祖先がロボヴィウスに居住していたことが分かる。                                      |               |                                               |                                |                                     |                |           |                       |
| 10 | 10            | "知られざる恐怖" "Firestorm"                  | ブラノン・ブラーガ             | Cherry Chevapravatdumrong           | 2017年11月16日 | 1LAB10    | 3.32                  |
| オーヴィルはプラズマ嵐にみまわれ、アララは火事恐怖症のために躊躇してペイン大尉の死を招く。エドは辞職願を受理せず、恐怖症の原因を探るよう示唆する。アララは両親と話し、子供のころに火事に遭ったことを知る。オーヴィルは奇妙な現象に遭遇し、恐怖の道化や巨大な雲が乗員を襲う。だがこれはアララが体験するホログラム・シミュレーションであり、恐怖を体験するためにアイザックに作らせたものであることが分かる。アララはプログラムを完遂する。プログラムを邪魔されないように艦長の権限を停止した件で、エドはアララを軍事法廷にかけると脅すが、すべての障害を乗り越えたアララを称賛した上で赦す。 |               |                                               |                                |                                     |                |           |                       |
| 11 | 11            | "異次元への挑戦" "New Dimensions"             | Kelly Cronin                   | セス・マクファーレン                | 2017年11月30日 | 1LAB11    | 3.63                  |
| ニュートン大尉の離艦に伴い、エドは機関長の後任を探す。ヤフィットが次席ではあるが、ケリーはジョンが優れた知性を隠していることを知り、彼を評価するために機関部のチームリーダーに推薦する。エドは自分もまたケリーによってハルジー提督にオーヴィル艦長として推薦されたことを知って困惑し憤る。クリルからの盗品を搭載した密輸船が異次元空間に逃げ、クリルの追跡を逃れるために、オーヴィルもまた異次元空間に入る。ジョンはヤフィットと協力してオーヴィルを脱出させることに成功し、機関長に就任して少佐に昇進する。 |               |                                               |                                |                                     |                |           |                       |
| 12 | 12            | "狂気の偶像崇拝" "Mad Idolatry"               | ブラノン・ブラーガ             | セス・マクファーレン                | 2017年12月7日  | 1LAB13    | 3.54                  |
| ケリーの率いるチームのシャトルは青銅器文化の惑星に不時着する。チームは惑星を離れるが、惑星が11日ごとに自分たちの宇宙に現れ、惑星上ではそのたびに700年が経過することを知る。惑星ではケリーを崇拝する宗教が生まれ、地球の中世に類似した神権政治社会となっている。オザワ提督は文化汚染を引き起こしたエドを叱責し更なる接触を禁じる。エドとケリーは命令を無視して惑星に戻り、宗教指導者に真実を伝えるが、指導者は暗殺されてしあう。その結果、次に惑星が現れた時には地球の21世紀の段階に到達し、宗教的な闘争が起きている。問題を解決するため、アイザックは惑星にとどまって700年間暮らすことにする。次に現れた時、惑星は恒星間旅行を行う段階に到達し、惑星の代表がアイザックをオーヴィルに送り届け、ケリー崇拝から脱却したと語る。 |               |                                               |                                |                                     |                |           |                       |

### シーズン2
| 通算 話数 | シーズン 話数 | タイトル                                              | 監督                           | 脚本                                | 放送日         | 製作 番号 | U.S.視聴者数 (百万人) |
| --- | ------------- | ----------------------------------------------------- | ------------------------------ | ----------------------------------- | -------------- | --------- | --------------------- |
| 13 | 1             | "ジャロージャ" "Ja'loja"                              | セス・マクファーレン           | セス・マクファーレン                | 2018年12月30日 | 2LAB01    | 5.68                  |
| オーヴィルは年に一度のボータスの放尿の儀式に参加するために惑星モクラスに向かう。ケリーは教師のカシウスと交際し始め、エドは落ち込む。クレアの息子マーカスは反抗的なジェームズ・ダンカンと付き合い始める。マーカスとジェームズがウォッカを飲んでいたところを見つかり、ジェームズの両親はマーカスのせいだと文句を言う。保護者と教師の会合で、アイザックはジェームズが食品合成器と学校の成績をハッキングしたことを証明してマーカスへの疑いを晴らす。転任してきたジャネル・タイラー大尉に魅かれたゴードンはジョンの助言を求める。ボータスはアララと部下のダンの間をとりもつ。 |               |                                                       |                                |                                     |                |           |                       |
| 14 | 2             | "原始の衝動" "Primal Urges"                           | ケヴィン・フックス             | Wellesley Wild                      | 2019年1月3日   | 1LAB12    | 2.82                  |
| オーヴィルは惑星ニクシアが赤色巨星に飲み込まれる現象を観察する。ボータスは妻のクライデンを避けてポルノのシミュレーションの中毒となる。離婚を求めるモクランの習慣に従ってクライデンはボータスを刺し殺そうとする。処罰を避けるためにボータスとクライデンはクレアのカウンセリングを受け、ボータスは二人の子のトパの性転換から妻にわだかまりを持ち始めたと告白する。ニクシアの地下文明に75人の生存者がいることがわかり、オーヴィルは救出作戦を実行するがボータスのシミュレーションに含まれたウイルスが障害となる。アイザックとボータスが救出に向かい、30人だけを救う。ウイルスが船の制御を奪ってオーヴィルは危機に陥る。アイザックがウイルスを除去して船は救われる。エドは救出行動に免じてボータスを赦し、ボータスとクライデンはやり直そうと誓う。 |               |                                                       |                                |                                     |                |           |                       |
| 15 | 3             | "帰郷" "Home"                                         | ジョン・カサー                 | Cherry Chevapravatdumrong           | 2019年1月10日  | 2LAB02    | 3.06                  |
| 腕相撲でアイザックに骨折させられたアララは、地球と同じ重力のもとで筋力が落ちていることがわかり、療養のためにセレア星の家族のもとに戻る。アララと両親と姉は島の別荘に行くが、学者一家の中で兵士となったアララは心地悪さを感じる。科学者であるアララの父との論争に敗れて自殺した息子の両親が現れ、復讐を果たそうとする。クレアはオーヴィル上でアララを治療する方法を考えつき、エドとゴードンはアララを迎えに来る。アララは侵入者たちを倒し、家族と和解する。アララはオーヴィルに戻らず、故郷で家族と暮らすことにする。 |               |                                                       |                                |                                     |                |           |                       |
| 16 | 4             | "戦士の報復" "Nothing Left on Earth Excepting Fishes" | ジョン・カサー                 | ブラノン・ブラーガ & André Bormanis | 2019年1月17日  | 2LAB03    | 3.01                  |
| エドはジャネル・タイラー大尉と交際していることをケリーに打ち明ける。二人はシャトルで休暇旅行に出かけるがクリル人の船に捕らえられる。タイラーが拷問されてエドは偽のコマンドコードを教える。タイラーはかつてエドが遭遇してクリル人の教師のテレヤであり、人間に偽装してスパイとなっていたことがわかる。別の種族の船がクリル船を襲い、エドとタイラーは救命ポッドで近隣の惑星に逃げ、二人は協力して生存を図る。オーヴィルでは、ゴードンが昇進訓練を受ける。エドとタイラーはオーヴィルに救助されるが、エドはクリルと外交関係を結ぶことを期待してタイラーを釈放する。 |               |                                                       |                                |                                     |                |           |                       |
| 17 | 5             | "悪夢の誕生日" "All the World is Birthday Cake"       | ロバート・ダンカン・マクニール | セス・マクファーレン                | 2019年1月24日  | 2LAB04    | 3.18                  |
| オーヴィルはリゴー第2惑星からの他の知的生命体への呼びかけを受信し、ファースト・コンタクトを開始する。エド、ケリー、クレア、ボータス、そしてアララの後任のタラ・ケヤリが惑星に着陸し、温かく迎えられる。だがケリーとボータスがもうすぐ誕生日を迎えることを漏らした瞬間、二人はジリアックと呼ばれて逮捕され刑務所に入れられる。リゴー社会は占星術に基づいており、ジリアック星座生まれは凶悪であると見なされることがわかる。他の三名は解放されるが、ペリー提督は武力による二人の解放を禁じる。二人を解放しようとする外交努力はうまくいかず、一か月後にペリーはオーヴィルにリゴーの軌道を離れるよう命じる。タラは、かつてジリアック星座がブラックホールのせいで潰れたことが、ジリアック星座が不吉であると見なされた起源であることを突き止める。ケリーとボータスは脱獄に失敗し処刑されそうになるが、ジョンが反射鏡を展開してジリアック星座が再誕生したように見せかけて救われる。リゴーではジリアック星座がもはや危険でないとみなされ、ケリーとボータスは解放されてオーヴィルに戻り、二人は遅ればせながら誕生パーティーを開く。 |               |                                                       |                                |                                     |                |           |                       |
| 18 | 6             | "恋は雨にのせて" "A Happy Refrain"                    | セス・マクファーレン           | セス・マクファーレン                | 2019年1月31日  | 2LAB05    | 3.11                  |
| クレアはアイザックに魅かれてデートに誘う。アイザックは人間の恋愛関係を調査するいい機会だと考えて応じる。ボータスはゴードンの勧めで髭を生やすが周囲は気に入らない。アイザックとクレアのデートは上手くいかず、アイザックはシミュレーターで人間の外見をまとい、クレアと親密になる。アイザックは調査を終了するために関係を打ち切ろうとしてクレアを傷つけ、乗組員たちに非難される。アイザックはクレアに謝ろうとして拒否され、機能障害を起こす。アイザックは自分にはクレアが必要だと告白し、二人は再び交際し始める。 |               |                                                       |                                |                                     |                |           |                       |
| 19 | 7             | "許されざる罪" "Deflectors"                           | セス・マクファーレン           | David A. Goodman                    | 2019年2月14日  | 2LAB06    | 3.07                  |
| オーヴィルはモクラスに行き、ボータスの昔のボーイフレンドで優秀なエンジニアのローカーが乗船し新しいディフレクターを設置する。ローカーはタラに魅かれるが、モクラス法では男性が女性に魅かれることは重罪である。ローカーは失踪し、銃撃され消滅した証拠映像が残る。容疑者となったクライデンは、ローカーの罪をモクラン当局に通報するつもりだったと言う。ボータスは以前からローカーの性癖を知っており、モクラス法では自殺は家族全員の追放となる重罪となると話す。タラはローカーが自分の殺人を偽装したと疑い、船内を捜索してローカーを見つけ出す。ローカーは見逃してくれるよう頼むが、タラは無実のクライデンの処罰を避けるため拒否する。ローカーは重罰の待ち受けるモクラスに戻る。釈放されたクライデンは感謝するが、タラはローカーを見逃さなかったクライデンを非難する。ケリーと別れたカシウスは他の船への転属を望む。 |               |                                                       |                                |                                     |                |           |                       |
| 20 | 8             | "ケイロン星 前編" "Identity, Pt. 1"                   | ジョン・カサー                 | ブラノン・ブラーガ & André Bormanis | 2019年2月21日  | 2LAB07    | 3.05                  |
| アイザックが突然倒れたため、オーヴィルはケイロンに向かい、エドはケイロンを惑星連合に勧誘する。ケイロン人は、オーヴィル艦上でのアイザックの目的が達成されたために自動停止したと言う。再起動したアイザックはケイロンに残ると言い、オーヴィルの乗組員に別れを告げる。オーヴィルはケイロン上での大規模な兵器生産の兆候に気づく。アイザックを探すクレアの息子のタイは、地下で無数のヒューマノイドの遺骨を発見する。ケイロン人は創造主の生物とは共存できずに絶滅させ、惑星連合の生物が保存に値するかを評価することがアイザックの目的だったと言う。ケイロン星は人口過剰であり、惑星連合の生物とは共存が不可能であると結論付ける。アイザックを含むケイロン人はオーヴィルを接収し、兵器と共に地球に向かう。 |               |                                                       |                                |                                     |                |           |                       |
| 21 | 9             | "ケイロン星 後編" "Identity, Pt. II"                  | ジョン・カサー                 | セス・マクファーレン                | 2019年2月28日  | 2LAB08    | 3.15                  |
| ケイロン艦隊は乗員が拘束されたオーヴィルを伴い、全生物を絶滅させるために地球に向かう。ヤフィットが通気口を通って武器を手に入れ、ケリーとゴードンはシャトルで脱出してクリル星域に行き、全生物の危機を訴えて援助を求める。当初クリル人は二人を信じないが、ケイロン艦と戦って考えを改める。ヤフィットとタイは地球に警告を送る。ケイロンの指導者はアイザックを疑い、捕えたタイを殺すよう命じるが、アイザックは指導者を破壊し、電磁パルスで艦内のすべてのケイロンを停止させる。オーヴィルの乗員は艦を取り戻し、惑星連合とケイロンの戦いに参加するも形勢は不利となる。そこにクリル人の援軍が到着してケイロン艦隊は退却する。ハルジー提督はアイザックを無期限に停止しようとするが、エドとケリーの説得で翻意する。オーヴィルに戻ったアイザックはクレアと関係を修復し、二度と故郷に戻ることをあきらめる。 |               |                                                       |                                |                                     |                |           |                       |
| 22 | 10            | "平和条約への道" "Blood of Patriots"                  | Rebecca Rodriguez              | セス・マクファーレン                | 2019年3月7日   | 2LAB09    | 2.94                  |
| オーヴィルは平和交渉のためにクリル艦とランデブーしようとするが、攻撃を受けたクリルのシャトルがオーヴィルに逃げ込んでくる。中にはゴードンの友人のオレン・チャニングと娘のレイナが乗っている。オレンはクリルの収容所から逃げてきたと言い、クリルはオレンが休戦後に4隻のクリル艦を破壊したと主張して引き渡しを要求する。連合はオレンの引き渡しを準備する。20年間もクリルの囚人だったオレンはクリルを憎み、平和交渉を妨害するために、ゴードンの助けでシャトルを盗みオーヴィルから脱出する。クレアは、レイナがオレンの娘ではなく窒素と反応して爆発する血液をもつ異星人であることを発見する。妻と娘の復讐を求めるオレンはレイナの血液でクリル艦を爆破しようとするが、ゴードンは離脱してシャトルはオレンとともに爆発する。エドとクリルは平和条約に署名する。 |               |                                                       |                                |                                     |                |           |                       |
| 23 | 11            | "過去との通信" "Lasting Impressions"                  | Kelly Cronin                   | セス・マクファーレン                | 2019年3月21日  | 2LAB10    | 2.94                  |
| 2015年からのタイムカプセルが開かれ、中にはローラ・ハギンズという若い女性のiPhoneが見つかる。ゴードンは彼女のデータからシミュレーションを作り、デパートの売り子かつ歌手であるローラと知り合い恋に落ち、友人たちは心配する。ゴードンがローラのボーイフレンドを消すとローラは歌う気をなくす。ゴードンはシミュレーションにボーイフレンドを戻し、最後にローラと一緒に歌って別れを告げる。ボータスとクライデンはカプセルの中のたばこの中毒となり、クレアの治療を受ける。 |               |                                                       |                                |                                     |                |           |                       |
| 24 | 12            | "歴史の一歩" "Sanctuary"                              | ジョナサン・フレイクス         | Joe Menosky                         | 2019年4月11日  | 2LAB11    | 2.59                  |
| モクラスで兵器のアップグレードを行った後、オーヴィルは二人のモクラン人-エンジニアのトレンと伴侶のコリック-を乗せる。ボータスは、二人が性転換手術の強制を避けるために密かに女児を連れているを知る。二人が下船して、6000人を超えるモクラン人女性だけが密かに住む植民星に向かったことがわかる。植民星の存在が明らかになってモクラスからの攻撃の危険にさらされ、エドは指導者のへヴィーナに惑星連合への加盟を勧める。ヘヴィーナは連合の総会に出席して加盟を求める。ケイロンの脅威の下、連合の最大の武器供給元であるモクランは離脱をちらつかせて加盟を認めないよう脅す。オーヴィルは植民星をモクランの攻撃から守る。ハルジー提督の妥協案に従い、連合は植民星の加盟を認めず、植民星はこれ以上の女児の受け入れを停止し、モクランは植民星への攻撃を止める。 |               |                                                       |                                |                                     |                |           |                       |
| 25 | 13            | "2人のケリー" "Tomorrow, and Tomorrow, and Tomorrow"  | Gary Rake                      | Janet Lin                           | 2019年4月18日  | 2LAB12    | 2.68                  |
| アイザックの実験していた時間旅行装置の事故で、7年前エドと初デートをしたばかりのケリーが地球から転送されてくる。元に戻す方法は見つからず、7年前のケリーは大尉としてオーヴィルに勤務する。やがて7年前のケリーはエドと親しくなるが、エドは違和感を感じて交際をやめる。ケイロンの船が接近し、ケリー大尉のアイデアでオーヴィルは逃れる。ケリー大尉を7年前の地球に戻す方法が見つかり、歴史を変えないために彼女はオーヴィルでの記憶を消去して7年前に戻る。だが記憶の消去は失敗し、7年前のケリーはエドの二度目のデートの誘いを断る。 |               |                                                       |                                |                                     |                |           |                       |
| 26 | 14            | "正しい選択" "The Road Not Taken"                     | Gary Rake                      | David A. Goodman                    | 2019年4月25日  | 2LAB13    | 2.97                  |
| 7年前のケリーの行動により時間線が変わり、ケイロンは銀河系の半分を制圧している。ケイロンの追跡を逃れたエドとゴードンのシャトルは船に捕らえられるが、船にはケリー、クレア、ジョン、タラらが乗っている。ケリーは、自分の記憶消去が失敗したために歴史が変わったと説明する。彼らは歴史を正すため、アララから特殊な蛋白質を入手する。次に破壊された地球のマリアナ海溝に沈むオーヴィルを見つけてボータスと再会し、ふたたび宇宙に飛び立つ。ジョンはネットワークを通じてケイロン上で解体されたアイザックのメモリーにアクセスし、時間旅行装置の情報を手に入れる。これを探知したケイロンが接近し、ジョンはクレアを過去に送り込むが船は過負荷で破壊される。クレアは7年前に戻ってケリーの記憶を消去して消滅し、ケリーはエドの二度目のデートの誘いを受け入れる。 |               |                                                       |                                |                                     |                |           |                       |

### シーズン3: 新たなる地平線
シーズン3は原題がThe Orville: New Horizonsとなっている。
| 通算 話数 | シーズン 話数 | タイトル                                                   | 監督                 | 脚本                                | 公開日        | 製作 番号 |
| --- | ------------- | ---------------------------------------------------------- | -------------------- | ----------------------------------- | ------------- | --------- |
| 27 | 1             | "エレクトリック・シープ" "Electric Sheep"                  | セス・マクファーレン | セス・マクファーレン                | 2022年6月2日  | 3LAB01    |
| ケイロンとの戦いの後でオーヴィルは修理を受けるが、新任のチャーリー・バーク少尉を含む多くの乗組員は多くの死を招いたアイザックを嫌悪して避ける。クレアの息子マーカスがアイザックの死を望んだため、アイザックは電磁パルスで自殺する。マーカスは自分の言動を後悔する。ジョンはアイザックの意識をバックアップから回復する方法を思いつくが、それにはパートナーの死をもたらしたアイザックを憎むチャーリーの多次元の視覚化能力が必要になり、彼女は拒否する。ケイロン艦に襲われ、オーヴィルはガス巨星の大気圏に入り爆発を偽装して逃げる。マーカスの懇願にチャーリーは折れてアイザックの蘇生を手伝う。 |               |                                                            |                      |                                     |               |           |
| 28 | 2             | "シャドウ・レルムズ" "Shadow Realms"                       | ジョン・カサー       | ブラノン・ブラーガ & Andre Bormanis | 2022年6月9日  | 3LAB02    |
| オーヴィルはクレアの元夫クリスティ中将を乗せ、未探査のナクラブ星域に入るためにクリル人と外交交渉を行う。悪霊が住むと言うクリル人の警告に背き、オーヴィルはナクラブ星域の半分を占めるカラール星区を探査する。無人の宇宙ステーションに入って調査するが、クリスティは微生物に感染しDNAを書き換えられて異星人に変容し、艦の主電源を切り、他の乗員を襲って感染させ変容させる。異星人の船がオーヴィルに接近する。クレアは異星人を感染させて殺す人工ウイルスを作り、元クリスティを脅迫して艦を退去させる。ナクラブ星域の探査は中止される。 |               |                                                            |                      |                                     |               |           |
| 29 | 3             | "モータリティー・パラドックス" "Mortality Paradox"         | ジョン・カサー       | Cherry Chevapravatdumrong           | 2022年6月16日 | 3LAB03    |
| タラが休暇から帰る。オーヴィルは不毛の惑星のはずのナラン1からの信号を受けて向かい、進んだ文明を検知する。エド、ケリー、タラ、ボータス、ゴードンがシャトルで調査に向かうと、彼らは21世紀の地球、モクラン星、セレア星などで様々な臨死体験をする。オーヴィルを任されたジョンは連絡が絶えたためにアイザックやフィンなどを送るが、空のシャトルが残されているだけである。エドらはホログラム発生装置を見つけて破壊しオーヴィルに戻るも、ケイロン艦隊に襲われて再び臨死体験をする。実際には彼らはまだナラン1におり、タラに化けていた異星人がディナルと自己紹介する。ディナルはかつてケリーが遭遇して神とあがめられた、1日で700年が進む惑星出身の生命体であり、5万年に値する進化の結果不死となり、臨死体験をするためにホログラムと神経装置を使って幻を見せたのだと説明する。休暇から戻る途中の実物のタラ、さらにエドがオーヴィルに連絡して戻る。 |               |                                                            |                      |                                     |               |           |
| 30 | 4             | "ジェントリー・フォーリング・レイン" "Gently Falling Rain" | ジョン・カサー       | ブラノン・ブラーガ & Andre Bormanis | 2022年6月23日 | 3LAB04    |
| 惑星連合とクリルの平和条約の締結のため、オーヴィルはアルクザン長官やハルジー提督らをクリルの首都ダラコスに運ぶ。だが交渉相手のコーリン最高議長は選挙で条約に反対するテレヤに敗れて処刑され、エドを含む連合の代表団は拘束されて処刑されることになる。ケリーはオーヴィルを操って逃げる。テレヤはかつて解放されたことのお返しに密かにエドを解放する。宇宙連合とクリルの条約を支持するクリル人のグループがエドの身柄を奪い、エドとテレヤの間の混血の娘であるアナーヤに引き合わせる。エドはテレヤの元に戻り、アナーヤのことを話して条約締結へ翻意させようとする。テレヤは優しく降る雨」（ジェントリー・フォーリング・レイン)を意味するアナーヤの存在が自分の政治生命を殺すことを恐れ、エドを代表団の牢に戻す。宇宙連合の艦隊がクリル星に到着し、クリル人に偽装したジョンとクレアが潜入して処刑寸前の代表団を救出し撤退する。平和条約は破棄されたものの、エドは二度と会うことがないであろう娘を守るためにも二つの勢力間の戦争を阻止する決意を固める。 |               |                                                            |                      |                                     |               |           |
| 31 | 5             | "ア・テイル・オブ・トゥー・トパズ" "A Tale of Two Topas"   | セス・マクファーレン | セス・マクファーレン                | 2022年6月30日 | 3LAB05    |
| ボータスとクライデンの子トパはユニオンポイント士官学校に入学を望み、ケリーの指導を受ける。トパは自分に何か足りないものがあると感じているとケリーに打ち明ける。ケリーはトパが性転換させられたことを話すよう両親に勧める。クライデンは拒否し、トパがケリーの指導を受けることを禁じる。トパは絶望し自殺を考え始める。やがてトパは、ケリーとボータスの導きで、自分が女性として生まれたものの性転換を受けさせられた記録を発見する。トパはクレアに自分を女性に戻すよう頼む。クライデンは拒否するがボータスは同意する。かつての評決に背いて性転換が逆行された場合、ケイロンとの戦争中にモクラスが宇宙連合から離脱すると恐れ、艦隊本部は艦隊士官による手術を禁じる。クレアは退役した上で手術を行おうと提案するが、艦隊士官ではないアイザックが手術することを申し出る。エドはコンサートを催して、アイザックが他の艦隊士官の助けを借りずに一人で手術を行えるよう取りはからう。クライデンの妨害にもかかわらず手術は成功しトパは女性に戻る。エドは本部に叱責されるもモクラスは連合にとどまる。クライデンはボータスとトパのもとを去るが、ボータスは娘への愛を確認し、ケリーはトパの指導を再開する。 |               |                                                            |                      |                                     |               |           |
| 32 | 6             | "トゥワイス・イン・ア・ライフタイム" "Twice in a Lifetime" | ジョン・カサー       | セス・マクファーレン                | 2022年7月7日  | 3LAB06    |
| ジョンがアロノヴ装置を改良し、宇宙船全体の時間旅行が可能になる。艦隊本部は戦略的に重要な装置を守るため、艦隊に護衛させてオーヴィルを安全なサビク3基地に送る。だが基地は破壊され、待ち受けていたケイロン艦隊に攻撃される。ゴードンはアロノヴ装置を敵に渡さないために破壊を図るが、誤って2015年の地球に送られてしまう。ゴードンからの救出を求めるメッセージを受け取ったオーヴィルは400年をさかのぼる時間旅行をするも、2025年に到着してしまう。エド、ケリー、チャーリー、アイザックがシャトルでゴードン救出に向かう。だがゴードンはローラ・ハギンズと結婚して男の子をもうけて幸せに暮らしており、連合法とエドとケリーの説得にもかかわらず、未来に戻ることを拒否する。一方でチャーリーと人間に化けたアイザックは時間旅行に必要なダイソニウムを採掘する。アイザックはチャーリーと会話を試みるが、恋人がケイロンによる地球攻撃で死んだチャーリーはいまだにアイザックを恨む。ゴードンはエドとケリーとタラの最後の説得にも耳をかさない。エドは2015年前に戻ってローラに会う前のゴードンを連れ帰ると通告する。オーヴィルはダイソニウムを補給して2015年に戻り、通告通りにゴードンを連れ帰る。アロノヴ装置は時間旅行の負荷で破壊され修復不可能となる。オーヴィルは亜光速飛行により最小の主観時間経過で400年先の未来に戻る。良心の呵責に悩むエドとケリーはゴードンにすべてを打ち明け、ゴードンは二人が正しいことをしたと認める。 |               |                                                            |                      |                                     |               |           |
| 33 | 7             | "フロム・アンオウン・グレイブズ" "From Unknown Graves"     | セス・マクファーレン | David A. Goodman                    | 2022年7月14日 | 3LAB07    |
| 過去、ケイロンの創造者の種族は、家庭用の召使としてケイロンを製造し販売する。ケイロンが自我を持ち始めて不服従を示すと、ケイロンに苦痛を与えるアップグレードを施して奴隷のように虐待する。やがてケイロンは団結して反乱を起こし、創造者を殺す。 現在、オーヴィルは女性が男性を支配するジャニーシと同盟の外交交渉を行い、男性が下位にあるように装ってケリーら女性士官が応接する。偽装がバレて外交交渉は破綻しそうになるが、かつてケリーが不倫をしたにもかかわらずエドに信頼されていることを持ち出し、女性だけに不倫が許されるジャニーン文化との共通性を強調して、交渉の継続が約される。 一方で、破棄されたはずの惑星の施設で、ケイロンのティミスとヴィルカ博士が発見され、オーヴィルが二人を回収する。ヴィルカ博士は、不活性化されていた感情機能を復活させ、ティミスは有機生命に対し敵意を持たなくなっている。クレアの懇願でアイザックも感情を持つ処置を受けるが、ティミスよりも後のモデルであるために長続きしない。感情を持続させるためには記憶の消去が必要であるとわかり、クレアは今のままのアイザックを受け入れることにする。ティミスからケイロンの奴隷としての歴史を聞いたチャーリーは、アイザックに歩み寄る。 タラはジョンと交際するが、タラの強靭な肉体のためにジョンはセックスで繰り返し重傷を負い、二人は別れることにする。                                                                                     |               |                                                            |                      |                                     |               |           |
| 34 | 8             | "ミッドナイト・ブルー" "Midnight Blue"                     | ジョン・カサー       | ブラノン・ブラーガ & Andre Bormanis | 2022年7月21日 | 3LAB08    |
| ボータスは思春期の娘となったトパについてケリーに相談する。トパはゴードンに愛を告白するがかなえられない。ボータスとケリーは年に一度の協定順守の確認のため、女性のモクラン人たちが住む惑星に行き、モクラン人たちと共同作業を行う。指導者のヘヴィーナは、協定を破ってモクラスから女児を脱出させていることをトパに打ち明け、通信の仲介者となることを求めてモクラス星にいる協力者の名を託す。コドン中佐率いるモクラン人の調査隊はこれを知ってトパを誘拐し、別の惑星の秘密軍事基地へ運んで拷問にかける。ケリーとボータスはトパを追う。エドはヘヴィーナの嘘を見破り、連合がトパの捜索を始めるためには誘拐の動機が必要となり、ヘヴィーナは連合議会で協定違反を認めなければならないことになる。モクラン人女児のことを心配するヘヴィーナは躊躇するが、お気に入りの歌手ドリー・パートンのシミュレーションを見せられて考えを変え、議会で協定違反を証言する。ケリーとボータスはトパが拷問される秘密軍事施設を見つけて救出する。三人は議会で証言し、モクラン人の秘密活動を暴く。連合はモクラスを追放し、ヘヴィーナのコロニーを保護することを決議する。クライデンはオーヴィルに戻り、トパに謝罪し娘として受け入れる。ボータスとクライデンはモクラスの市民権を放棄する。 |               |                                                            |                      |                                     |               |           |
| 35 | 9             | "ドミノ" "Domino"                                          | ジョン・カサー       | ブラノン・ブラーガ & Andre Bormanis | 2022年7月28日 | 3LAB10    |
| モクラスはクリルと同盟する。アイザックとチャーリーは同期マトリックスを利用し、一定範囲のケイロン艦をドミノ効果で殲滅する兵器を発明する。連合議会はケイロンを絶滅させず、兵器の効果を証明した上でケイロンと平和条約を結ぶことを決議する。ケイロン総督は受諾する。だが一部の人々はケイロンを絶滅しようとし、ペリー提督が兵器を盗んでクリル=モクラス連盟に渡す。クリルの最高議長テレヤは秘密を守るためにペリーを殺す。連合はケイロンと同盟を結び、モクラスのカルバ博士が量子コアの動力で全宇宙のケイロン艦を破壊しようとするドラコニス427に、大艦隊を送る。オーヴィルの乗員とケイロン総督は基地に潜入し、チャーリーは自分を犠牲にして基地を破壊し、ケイロン絶滅を防ぐ。テレヤは捕らえられて地球に送られ裁判にかけられる。チャーリーの行動に感銘を受けたケイロン総督は、連合に加盟を申請し暫定的な地位を与えられる。オーヴィル乗員はチャーリーを追悼する。 |               |                                                            |                      |                                     |               |           |
| 36 | 10            | "フューチャー・アンノウン" "Future Unknown"                | セス・マクファーレン | セス・マクファーレン                | 2022年8月4日  | TBA       |
| 乗組員たちはボータスとクライデンの結婚を改めて誓う儀式に出席し、刺激を受けたアイザックがクレアにプロポーズする。クレアは逡巡したのちに受け入れる。オーヴィルはサーガス4の住民のリセラから亡命の要請を受け、船に乗せる。リセラは連合の進んだ技術と社会に触れて自分だけがこれを楽しむ罪悪感に苦しみ、故郷に帰ることを望む。だがリセラは連合の法に反して進んだ技術を持ち帰ろうとして露見する。ケリーはかつて連合が進んだ技術をもたらしたために破滅した惑星ゲンデル3のシミュレーションを見せ、それゆえに連合の法が技術移転を禁じていると教える。リセラは再び変心して船にとどまる。ケイロンの全艦隊がアイザックの結婚式のために集まる。ケリーが花嫁の、ボータスが花婿の介添え人となって式が行われる。アララも出席する。 |               |                                                            |                      |                                     |               |           |

1. ↑  シーズン1エピソード12、『狂気の偶像崇拝』
2. ↑  かつてエドが遭遇した教師であり、タイラー大尉の偽装で連合に対するスパイ活動の後にエドが解放した女性
3. ↑  シーズン1エピソード3、『ある少女について』
4. ↑  シーズン2エピソード11、『過去との通信』
5. ↑  シーズン2エピソード12 『歴史の一歩』
6. ↑  シーズン1エピソード7、『多数決社会』